# Xavier, Duque de Parma
Francisco Xavier Carlos Maria (em italiano: Francesco Saverio Carlo Maria di Borbone-Parma; Lucca, 25 de maio de 1889 – Chur, 7 de maio de 1977) foi Chefe da Casa Ducal de Parma e pretendente carlista ao trono de Espanha sob o nome de Javier I.

## Biografia
Xavier era filho do duque Roberto I de Parma, e de sua segunda esposa, a infanta Maria Antónia de Portugal. Seu padrinho de batismo foi Carlos Maria de Bourbon e Áustria-Este que era o anterior pretendente carlista mas que morreu sem descendência. 
Entra para a universidade em Paris, onde se qualificou como engenheiro agrónomo e bacharel em Ciência Política, concluindo seus estudos em 1914.
Participa na Primeira Guerra Mundial como um oficial de artilharia do exército de Bélgica, e combate nas frentes belga, francesa e inglesa.
Ativamente envolvido nos preparativos para o golpe militar que começa na Guerra Civil Espanhola , presidindo um conselho supremo militar irá proporcionar um grande número de armas aos rebeldes. Após a vitória nas eleições de fevereiro de 1936, pela Frente Popular Espanhola, estabeleceu contacto com o general José Sanjurjo e Emilio Mola ("Diretor" da conspiração), autorizando a milícia carlista, por uma ordem assinada 14 de julho, para se juntar à revolta, para cuja vitória em Navarra contribuiu decisivamente. Em 5 de agosto, o pretendente Afonso Carlos I nomeou-o general dos exércitos reais e mais morre sem deixar descendência directa.
Na Segunda Guerra Mundial, tal como na Primeira, ele alistou-se no exército belga, como o coronel de artilharia, após a invasão nazista do país. Após a conquista foge para o centro da França, na área abordada pelo regime colaboracionista do marechal Pétain.

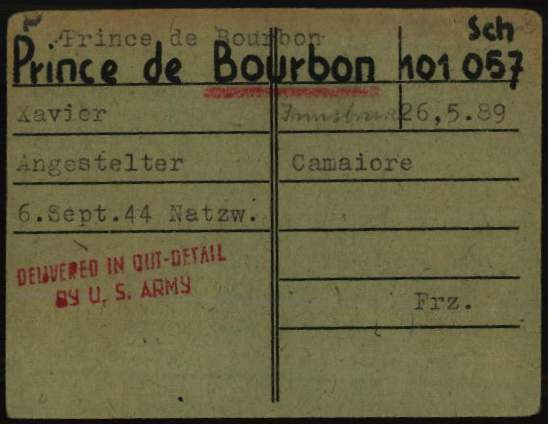
Cartão de registo do Príncipe Xavier de Bourbon-Parma como prisioneiro no Campo de Concentração Nazi de Dachau

Ao toma parte na Resistência Francesa. em 22 de julho de 1944, foi levado preso para Vichy pela Gestapo. Depois de ser condenado à morte acusado de terrorista, comunista e inglês, Pétain intercedeu por ele Pétain e foi para a jurisdição militar comum, para a prisão em Clermont-Ferrand e depois para o campo de extermínio Natzweiler na Alsácia. Mais tarde, devido ao avanço dos Aliados, foi transferido para Dachau. Novamente foi evacuado para Prax, no Tirol e finalmente libertado pelas tropas norte-americanas, a partir de Itália , em 08 de maio de 1945.
Em 26 de junho de 1950 jura pela liberdade dos bascos na árvore de Guernica. Um ano depois, em dezembro de 1951, jura pelo catalães em Montserrat. Em maio de 1952, persuadido pela necessidade de ser nomeado rei pelo Conselho Nacional da Comunhão Tradicionalista, aceita concluir os dezasseis anos de regência sendo auto-proclamado rei de Espanha em Barcelona. Pouco depois foi expulso de Espanha. Enviou então a seus filhos, sendo especialmente relevante o papel de seu filho mais velho, o príncipe Carlos Hugo de Bourbon-Parma, que se apresentou na qualidade de Príncipe de Astúrias por primeira vez em 5 de maio de 1957, em Montejurra (Navarra).
Em 20 de abril de 1975, Xavier abdicou em favor de seu referido filho, Carlos Hugo, suas posições como chefe da Casa de Bourbon-Parma, e Carlista. Dois anos depois, faleceu na cidade suíça de Coira (Chur), no cantão de Graubünden, com 87 anos de idade.

## Trabalhos publicados
- Les accords secrets franco-anglais de décembre 1940, Paris: Plon, 1949.
- Les chevaliers du Saint-Sépulcre, Paris: A. Fayard, 1957.

## Casamento e Descendência
Em 12 de novembro de 1927 casou com Madeleine de Bourbon-Busset, filha de Georges de Bourbon-Busset, Conde de Lignières. Com quem teve seis filhos:
- Francisca Maria (1928). Casada em 1959 com o príncipe Eduardo de Lobkowicz (1926 - 18 de agosto de 2010).
- Carlos Hugo (1930-2010). Casado com a princesa Irene dos Países Baixos, segunda filha da rainha Juliana dos Países Baixos e do príncipe Bernardo de Lipa-Biesterfeld.
- Maria Teresa (1933-2020). Vítima de COVID-19.
- Cecília Maria (1935-2021).
- Maria das Neves (1937).
- Sixto Enrique (1940).